# Marsdiep
Das Marsdiep ist eine etwa 4 km breite Meerenge bzw. ein Seegatt zwischen der Insel Texel und dem Ort Den Helder auf dem niederländischen Festland.  Es ist die Verbindung zwischen Nordsee und Zuiderzee und die südlichste und westlichste Verbindung zwischen der Nordsee und dem Nordsee-Wattenmeer.  Das Marsdiep war geschichtlich von großer Bedeutung, da der gesamte Schiffsverkehr der wichtigen holländischen Häfen Amsterdam, Enkhuizen und Hoorn durch das Marsdiep ging.  Seit napoleonischer Zeit ist Den Helder auf Grund dieser strategisch wichtigen Lage Stützpunkt der Königlich Niederländischen Marine.
Man nimmt an, dass das Marsdiep als Seegatt durch die Allerheiligenflut von 1170 geschaffen wurde, als die Nordsee zwischen Texel und Den Helder durchbrach und Texel zur Insel machte.  Zuvor war es ein kleiner Fluss, der „Maresdeop“ (von mare = Meer und deop = tief), der in das ehemalige Wieringermeer mündete.  Im Laufe der Zeit seit 1170 wanderte das Marsdiep allmählich weiter nach Süden.  Die Mündung auf der Nordseeseite wird durch die vorgelagerte, aber mit einer Geschwindigkeit von etwa 100 Metern pro Jahr immer näher rückende große Sandbank Noorderhaaks in zwei Zweige geteilt: zwischen Noorderhaaks und Texel verläuft das Molengat, während der südliche Zweig zwischen dem Noorderhaaks und dem alten Walfängerdorf Huisduinen aus dem Breewijd, dem Schulpengat und dem Westgat besteht.

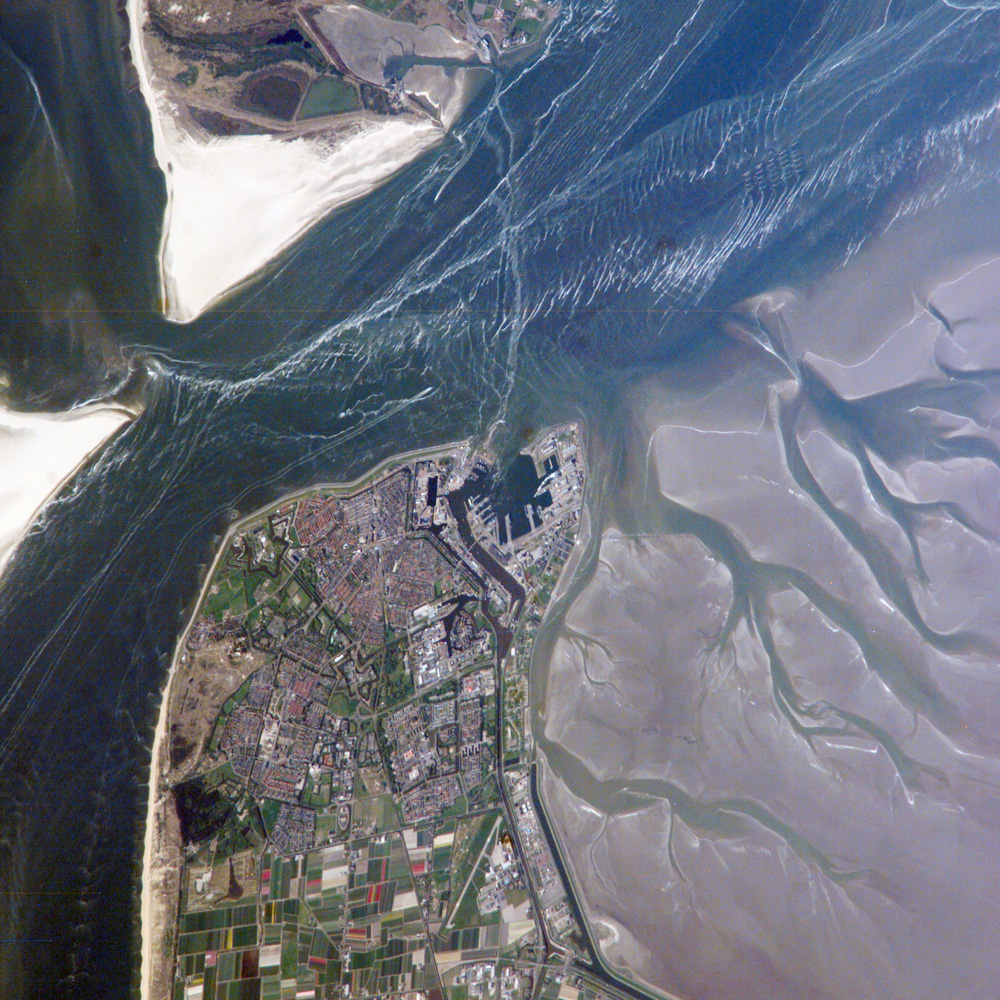
Das Marsdiep, bei Ebbe

Die Gezeitenströmung macht das Marsdiep jeden Tag stundenweise zu einem reißenden Fluss, wenn das aus- oder einströmende Wasser eine Geschwindigkeit von 5 bis 7 Knoten erreicht. Diese regelmäßig wiederkehrende und starke Strömung sorgt dafür, dass das Marsdiep nicht versandet oder verschlickt, sondern recht tief ist: nordwestlich von Den Helder ist es 45 Meter tief.
Für Fischer und Wassersportler ist das Marsdiep ein Paradies. Windsurfer finden bei westlichen Winden und ablaufendem Wasser ausgezeichnete Bedingungen vor: da sich bei Ebbe das zurückziehende Wasser aus dem Wattenmeer durch das Marsdiep zwängen muss, kommt es hier zu einer starken, auf die offene See hinausziehenden Strömung, und der Westwind erzeugt dabei kurze, steile Wellen, die exzellente Abheberampen darstellen.

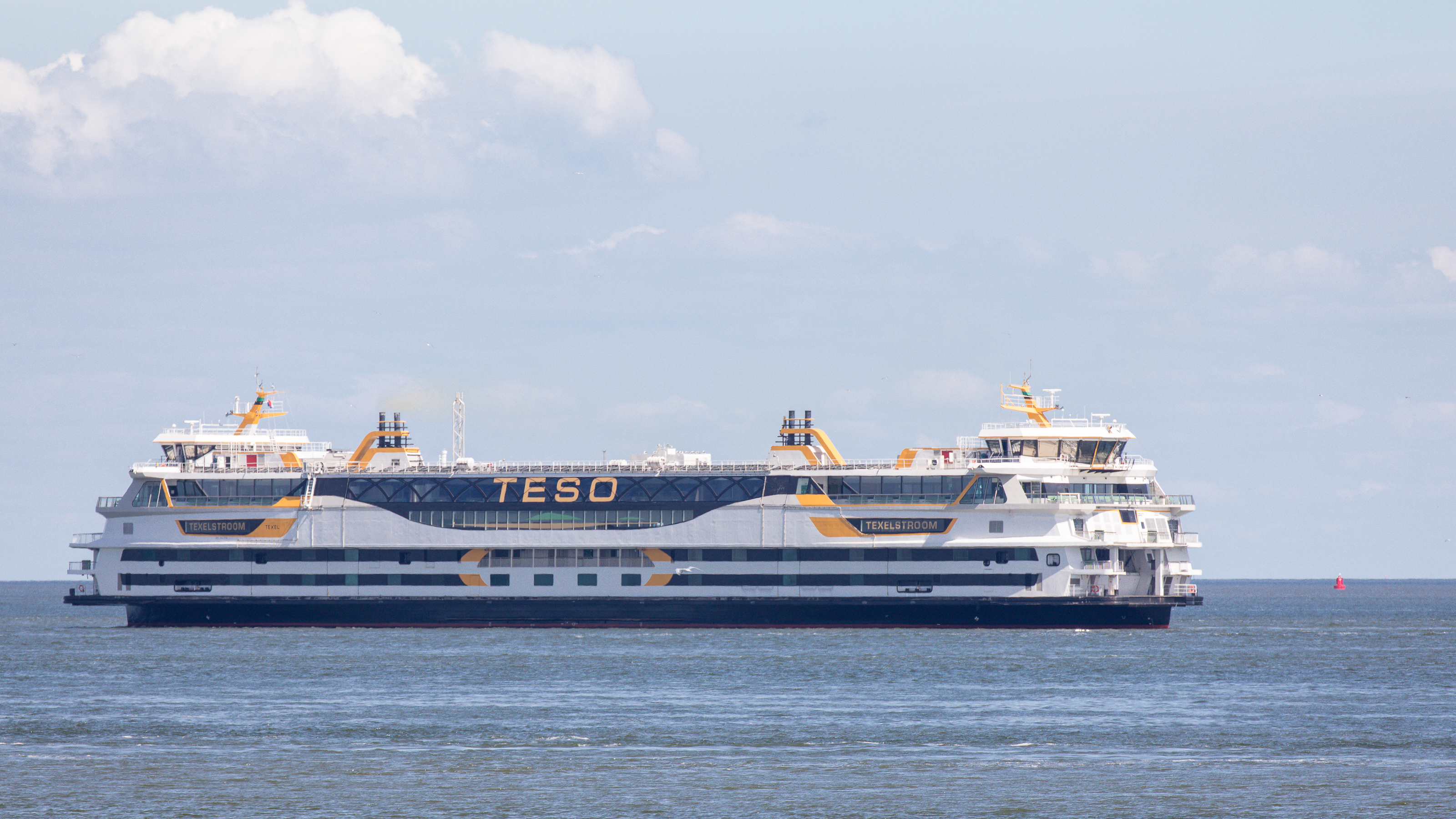
Die Fähre Texelstroom vor t’Horntje, 2017

Das Marsdiep wird von 6:00 bis 21:30 Uhr stündlich, während der Hauptverkehrszeiten halbstündlich von zwei Autofähren der TESO (Texels Eigen Stoomboot Onderneming) in 20-minütiger Fahrt zwischen Den Helder und dem kleinen Fischerdorf ’t Horntje am Südende von Texel überquert. Das Royal Netherlands Institute for Sea Research (NIOZ) (Königlich-Niederländisches Institut für Meeresforschung) hat seinen Sitz am Fährhafen in 't Horntje.

## Besonderes
Im Mai 2007 ließ sich ein verirrter Buckelwal im Marsdiep die Garnelen schmecken, ehe er wieder ins offene Meer schwamm.
Am 20. August 2008 endete die zweite und letzte Etappe des internationalen Segelklassikers „Tall Ships’ Races“ in Den Helder.  Die Teilnehmer, unter ihnen fast alle Segelschulschiffe Europas, kamen aus Bergen, blieben drei Tage in Den Helder, und veranstalteten dann am 23. August ihre imposante „Parade of Sail“ auf dem Marsdiep.